# South Asian Football Federation
Die South Asian Football Federation (SAFF), deutsch: Südasiatischer Fußballverband, ist einer der fünf Regionalverbände der asiatischen Fußballkonföderation Asian Football Confederation (AFC). Präsident der SAFF ist Nepalese und Präsident der All Nepal Football Association Ganesh Thapa. Das Verbandsmotto lautet „Strength in Unity“. Der Verband hat bis heute noch keinen WM-Teilnehmer gestellt.

## Mitglieder
Der SAFF gehören derzeit sieben Nationalverbände an.
| Land        | Verband                          |
| ----------- | -------------------------------- |
| Bangladesch | Bangladesh Football Federation   |
| Bhutan      | Bhutan Football Federation       |
| Indien      | All India Football Federation    |
| Malediven   | Football Association of Maldives |
| Nepal       | All Nepal Football Association   |
| Pakistan    | Pakistan Football Federation     |
| Sri Lanka   | Football Federation of Sri Lanka |

Afghanistan ist seit 2014 Mitglied des Zentralasiatischen Verbandes CAFA.

## Wettbewerbe

### Männer
Nationalmannschaften
- SAFF Championship (seit 1993)
- U-23 Turnier der Südasienspiele
- SAFF U-18/19/20 Championships (seit 2015)
- SAFF U-15/16/17 Championships (seit 2011)

Klubs
- SAFF Club Championship (geplant für 2026)

### Frauen
Nationalmannschaften
- South Asian Football Federation Women’s Cup (SAFF Women’s Cup)
- Turnier der Südasienspiele
- SAFF U-18/19/20  Women's Championships (seit 2018)
- SAFF U-15/16/17  Women's Championships (seit 2017)